# Travailleur culturel émérite d'Ukraine
 (juillet 2025).
Travailleur culturel émérite d'Ukraine (ukrainien : Заслужений працівник культури України) est un titre honorifique de l'Ukraine décerné par le président de l'Ukraine en vertu de la loi ukrainienne « Sur les récompenses de l'État de l'Ukraine ». Selon la réglementation du rang honorifique de l'Ukraine en date du 29 juin 2001, le titre est attribué à :

« працівникам культурно-освітніх закладів, театрально-концертних і циркових організацій, редакцій, видавництв, підприємств поліграфії, кінофікації, архівів, охорони пам'яток історії та культури, туристично-екскурсійних установ і організацій, активістам культурологічних громадських організацій і товариств, учасникам професійних та аматорських художніх колективів, іншим працівникам культури за вагомий внесок у розвиток духовної культури, популяризацію у світі культурно-мистецької спадщини України

Employés d'institutions culturelles et éducatives, organisations de théâtre, de concert et de cirque, rédactions, maisons d'édition, imprimeries, productions cinématographiques, archives, protection des monuments historiques et culturels, institutions et organisations touristiques et d'excursion, militants d'ONG et d'associations culturelles, membres de groupes artistiques professionnels et amateurs, autres travailleurs culturels pour leur contribution significative au développement de la culture spirituelle, à la promotion du patrimoine culturel et artistique de l'Ukraine dans le monde. »

Les personnes représentées à l'attribution du titre honorifique de travailleur culturel émérite d'Ukraine doivent avoir fait des études supérieures ou une école technique professionnelle.

## Lauréats
- Maria Matios ;
- Lessia Stepovytchka ;
- Josef Burg ;
- Serhiy Kot ;
- Tetiana Yakovenko (née en 1954), poète, critique littéraire, enseignante ;
- Nadiia Nikitenko (née en 1944), historienne, muséologue ;
- Ihor Likhovy (né en 1957), diplomate, muséologue, historien, culturologue, ancien ministre de la Culture et du Tourisme ;
- Maria Kryvko (née en 1946), musicienne, chef d'orchestre, enseignante.